# Körbiskrug
Körbiskrug ist ein Gemeindeteil von Zeesen, das wiederum ein Ortsteil von Königs Wusterhausen in Brandenburg ist.

## Lage
Der Ort liegt südöstlich von Berlin im Landkreis Dahme-Spreewald. Durch Körbiskrug verläuft die Bundesstraße 179 von Bestensee nach Königs Wusterhausen. Körbiskrug liegt am Todnitzsee, am Seechen und am Zeesener See. Nördlich des Ortsteiles liegt Zeesen und südlich liegt Glunzbusch, das ein Ortsteil der Gemeinde Bestensee ist.

## Geschichte
Körbiskrug wurde als Etablissement erstmals 1546 als Korbiskrug urkundlich erwähnt. Es besaß seinerzeit bereits eine Mühle und war im Besitz der Schenken von Landsberg, die in Teupitz ihren Rittersitz hatten. 1598 erschien der Ort als Krebskrug. 1623 verliehen die Schenken von Landsberg den Ort an die Brüder von Hohendorf zu Krummensee weiter. Im Jahr 1624 lebten im Ort ein Krüger, der zwei Hufen bewirtschaftete, sowie der Müller mit einem Rad. Über Auswirkungen des Dreißigjährigen Krieges ist bislang nichts überliefert. Allerdings kam der Besitz 1644 an Friedrich Müller und von dort 1657 an die Familie von Löben, zunächst wiederverkäuflich, später erblich. Johann Friedrich von Loeben vergrößerte seinen Besitz damit durch den Ankauf von Schenkendorf, Groß Besten, Klein Besten, Pätz und Krummensee. Im Jahr 1683 erschien ein „Gut“ Körbiskrug.
1701 gab es im Ort ein Meierhaus; 1711 war die Gemarkung nach wie vor zwei Hufen groß und brachte je acht Groschen Abgaben ein. 1717 gelangte die „Ackerwirtschaft und Krug“ wie auch zahlreiche andere Gemeinden durch den Aufkauf Friedrich Wilhelm I. in die Herrschaft Königs Wusterhausen. Die Entwicklung lief jedoch nur sehr schleppend: 1745 gab es ein einzelnes Vorwerk und einen Krug, der von einem einzigen Bauern bewohnt wurde. 1771 waren die Abgaben bei zwei Hufen auf vier Groschen gesunken.
1801 lebten zwei Büdner im Ort, die zwei Feuerstellen (= Haushalte) betrieben. 1840 waren es zwei Wohnhäuser; 1860 fünf Wohn- und sieben Wirtschaftsgebäude. 1932 kam Körbiskrug zur Gemeinde Zeesen und wurde dort ab 1957 als Wohnplatz geführt. Seit dem 26. Oktober 2003 gehört es als Teil Zeesens zu Königs Wusterhausen.

## Bevölkerungsentwicklung
| Jahr      | 1734 | 1772 | 1801 | 1817 | 1840 | 1858 | 1925 |
| Einwohner | 15   | 7    | 11   | 21   | 18   | 31   | 430  |